# Arroyo Minas Viejas
Der Arroyo Minas Viejas ist ein Fluss in Uruguay.
Er entspringt im südlichen Teil des Departamentos Lavalleja unweit der Grenze zum Nachbardepartamento Maldonado. Seine Quelle liegt dabei südlich von Minas, westlich der dort verlaufenden Ruta 60 sowie südöstlich des Cerro A Pico mit der Quelle des Arroyo La Plata und nördlich des Cerro Vicho in der Cuchilla Grande. Von dort verläuft er in nördliche Richtung, im Unterlauf stoßen etwa auf Höhe des Cerro de Cuarcita linksseitig der Durazno und rechtsseitig der Arroyo Coronilla hinzu, bevor er anschließend den Paso Minas Viejas passiert. Er mündet schließlich am Paso Arce nahe der Ruta 12 in den Arroyo San Francisco. In der Nähe der Mündung liegt die Ramallo-Mine.